# Jeongeup
Jeongeup is een stad in de Zuid-Koreaanse provincie Jeollabuk-do. De stad telt ruim 108.000 inwoners en ligt in het westen van het land.

## Stedenbanden

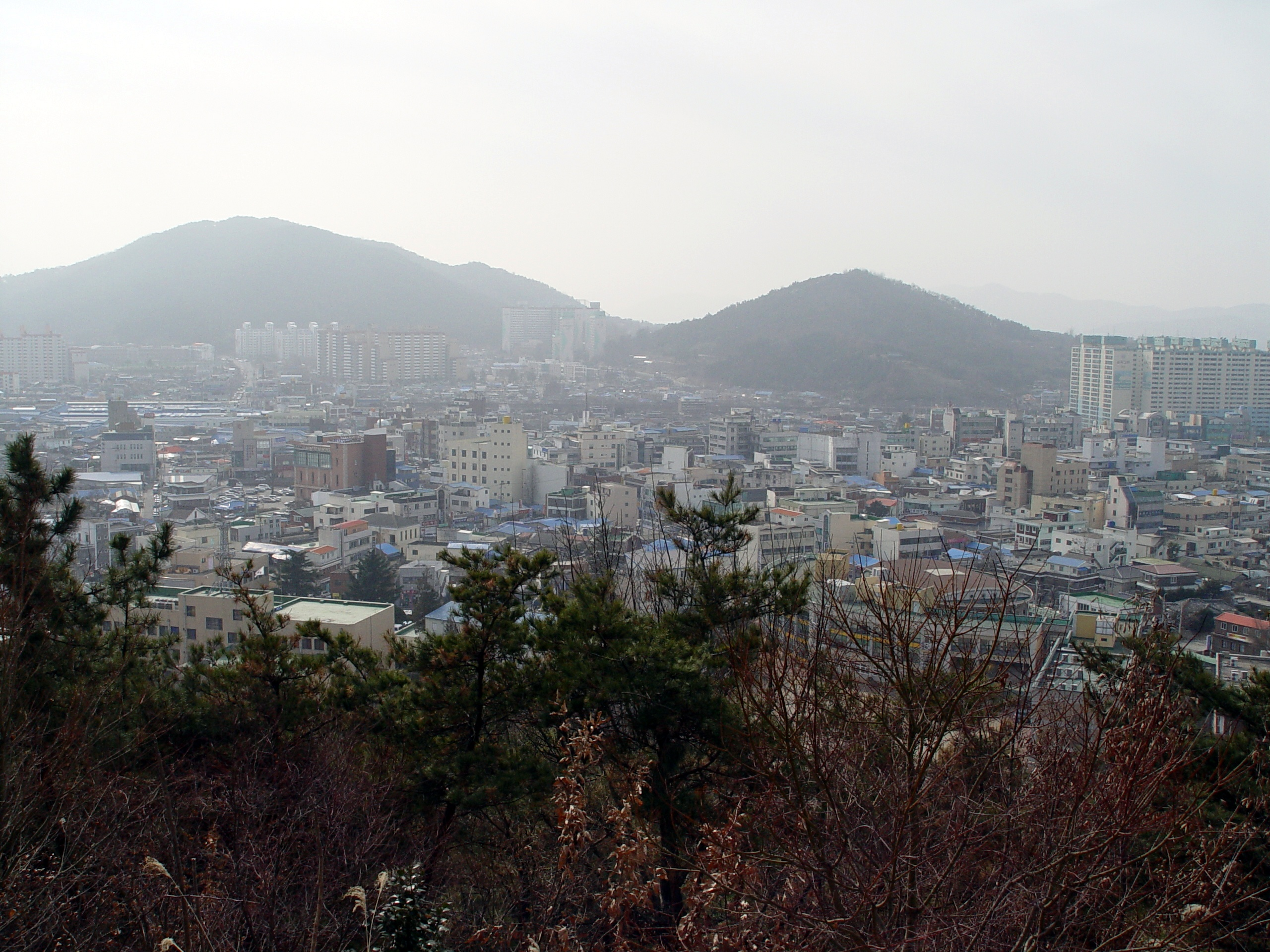
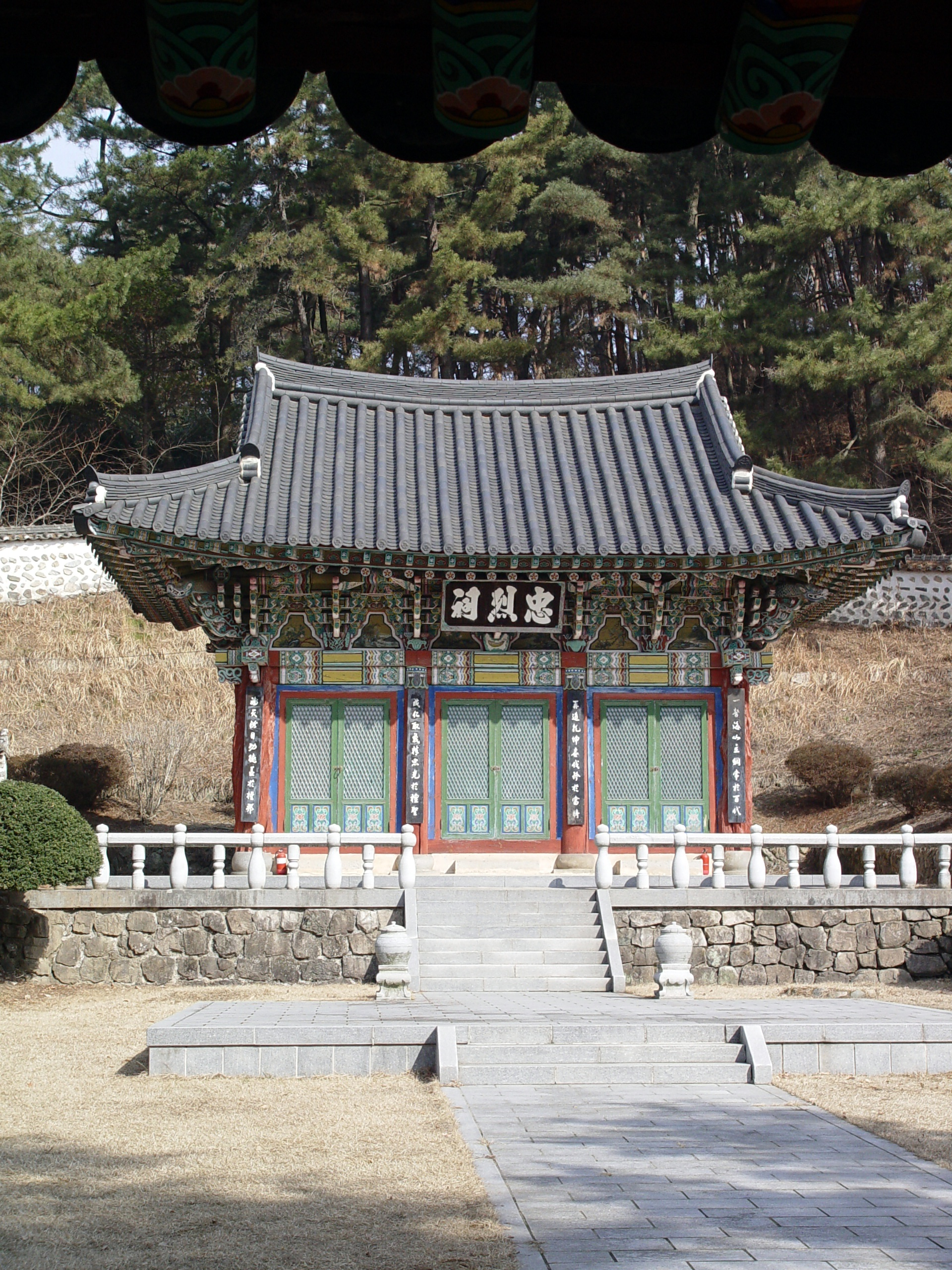
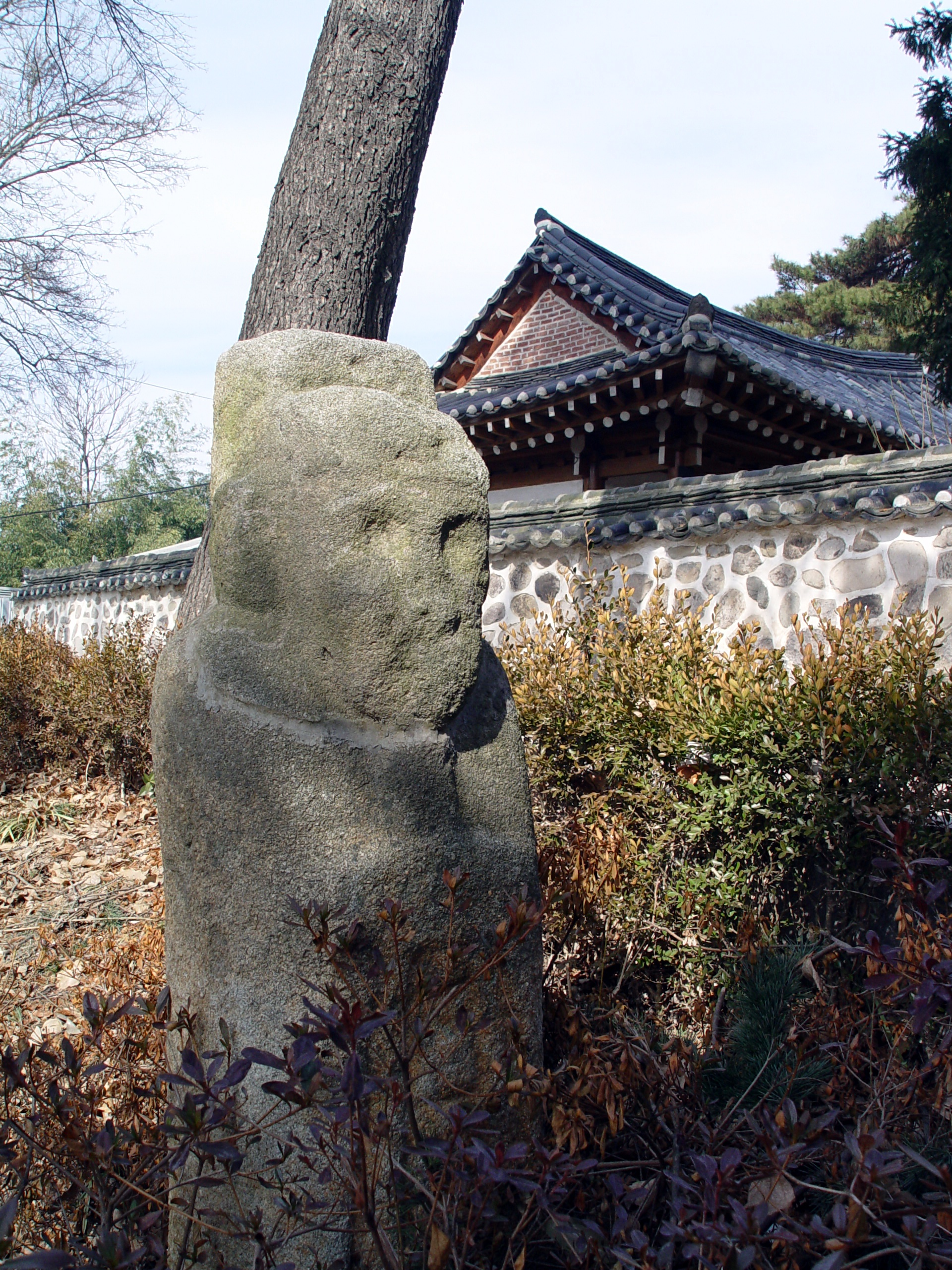
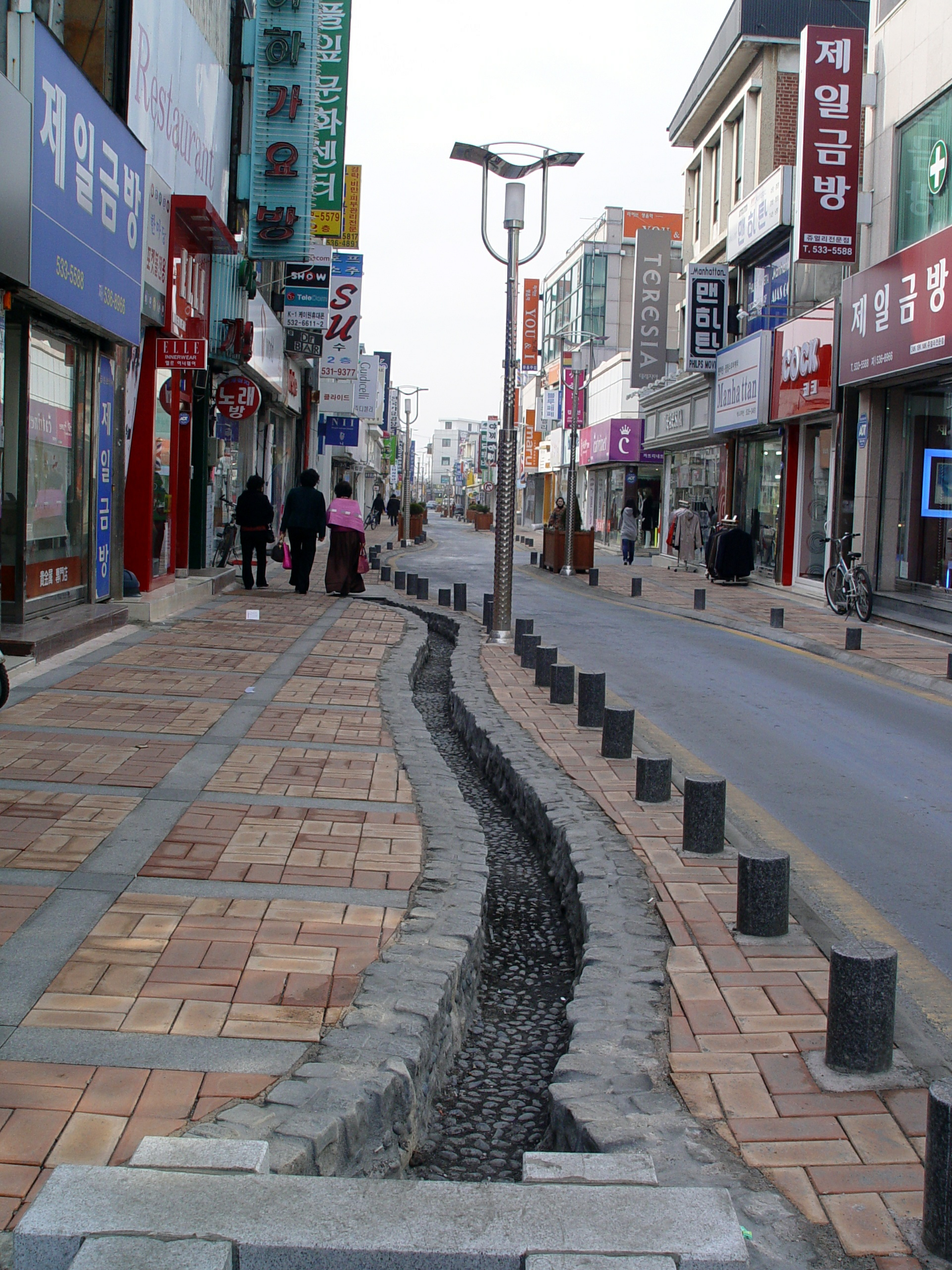

- Jongno-gu, Zuid-Korea
- Sacheon, Zuid-Korea
- Sokcho, Zuid-Korea
- Suseong-gu, Zuid-Korea
- Xuzhou, China
- Narita, Japan